# Joaquim Salvatella i Gibert

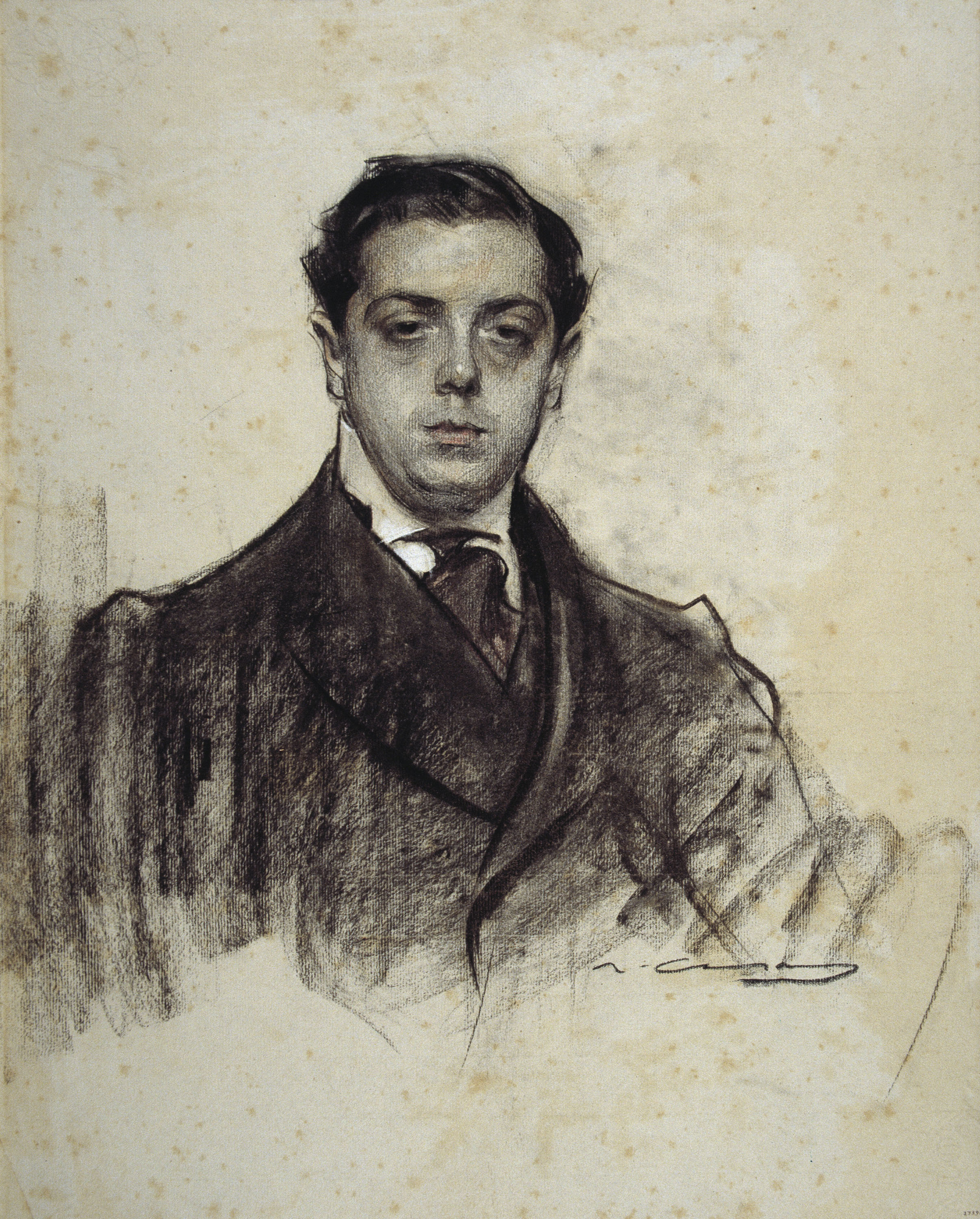
Salvatella vist per Ramon Casas (MNAC).

Joaquim Salvatella i Gibert (Barcelona, 19 de novembre de 1881 - Madrid, 4 de juny de 1932) fou un advocat i polític català.

## Biografia
Joaquim Pau Pere Salvatella i Gibert va néixer al carrer del Baluard de Barcelona, segon fill de Joaquim Salvatella i Buxó i de Carme Gibert i Serra, natural de Tossa de Mar.
Després d'estudiar a la Universitat de Barcelona, va treballar com passant de Josep Maria Vallès i Ribot i es va afiliar al Partit Republicà Democràtic Federal. Fou elegit diputat per Figueres en representació del Partit Republicà Federal a les eleccions de 1905 i 1907. En 1910, va presidir la minoria de la conjunció entre republicans i socialistes i va ser un dels fundadors de la Unió Federal Nacionalista Republicana amb la qual concorrerà a les eleccions de 1910 i 1914 per la mateixa circumscripció territorial (província de Girona); com a tal va signar el 1914 el Pacte de Sant Gervasi, que va suposar la derrota del partit i perdre l'acta de diputat. En 1916 s'instal·la a Madrid i s'uní al Partit Liberal (fracció del comte de Romanones) amb el qual novament serà diputat en les eleccions de 1916, per Granada, 1918 i 1919, per Guadalajara, i 1920 i 1923, pel districte d'Alcoi.
Va ser ministre d'Instrucció Pública i Belles Arts entre el 5 de desembre de 1918 i el 15 d'abril de 1919 en el govern que va presidir el Comte de Romanones. Entre el 7 de desembre de 1922 i el 15 de setembre de 1923 tornaria a ocupar la cartera ministerial sota la presidència de Manuel García Prieto. En 1923, a l'instaurar-se la dictadura del general Primo de Rivera va abandonar la política. El 1930 fou jutjat pel fet d'haver acusat Alfons XIII d'ésser l'instigador del cop d'estat de Miguel Primo de Rivera. Va resultat absolt dels càrrecs.